# 鋤
鋤（すき）は、表土の掘り起こしに用いられる農工具の一種。農耕具であるとともに、掘鑿（掘削）用手道具類にも分類される。英語名でスペード（Spade）と呼ばれる手道具に相当する。
同音の漢字に犂（すき）があるが、鋤は作業者が体重をかけて用いるのに対し、犂は牛馬に牽引させ作業者が後方から押して用いる（犂は英語名はPlough（プラウ）である）。なお、中国では元来「鋤」の字は“くわ”を意味していたが、日本では鋤を使役動物に引かせて使う農耕具（つまり、犂）であると誤認され、“くわ”に当たる漢字が存在しないと考えて、“くわ”を意味する国字「鍬」を創作したとされている。

## 概要

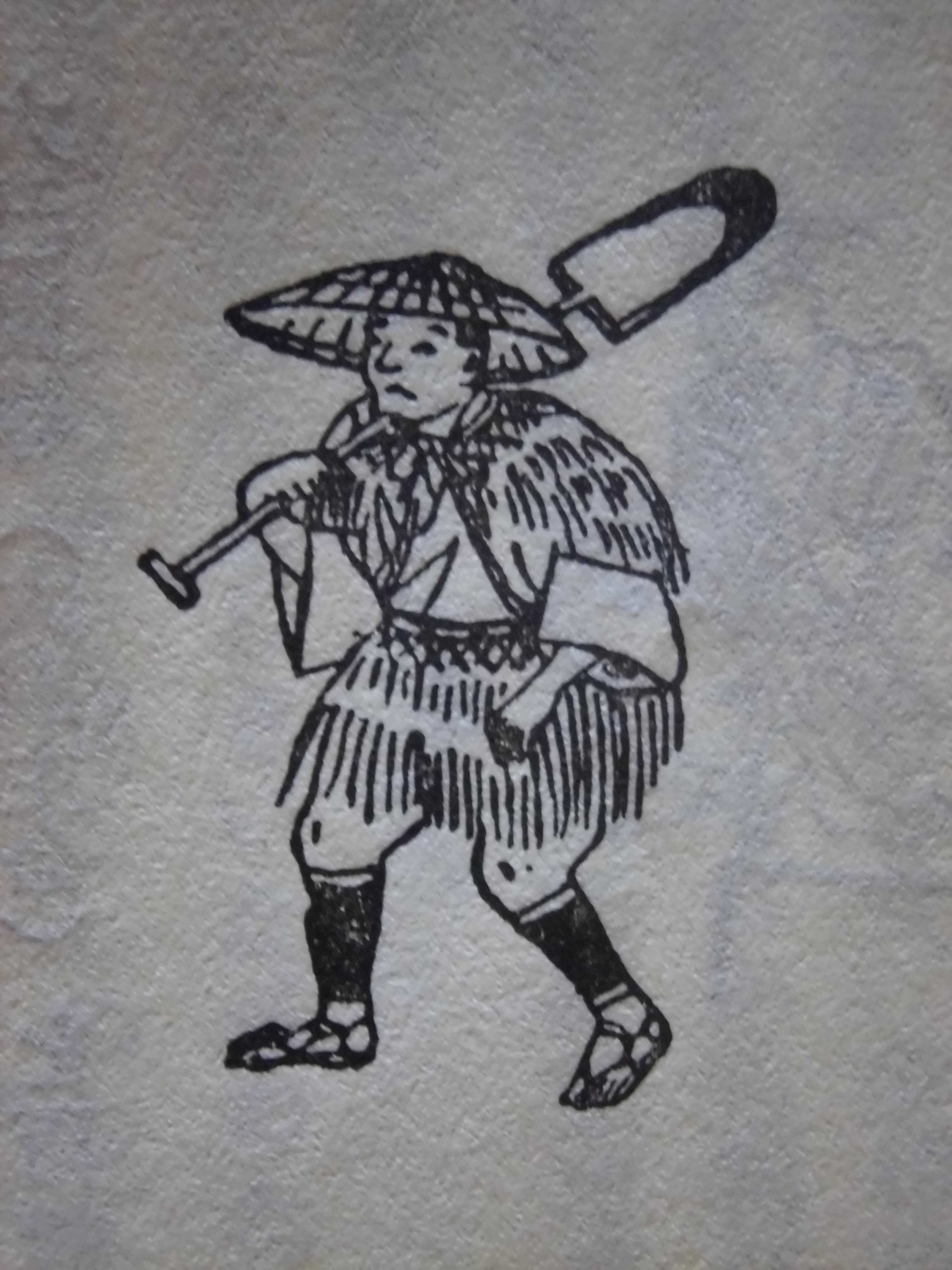
江戸時代の鋤

鋤は作業者が体重をかけながら足をかけたり手で押し込んで使用する道具である。
本来は木製で、全体が櫂（かい）の形状で身も柄も木製の長柄鋤と、鋤身の部分が別の木になっている着柄鋤がある。
西洋では古代ギリシャ、古代ローマの時代には多種の鉄の道具が使用されるようになり、その中にはスペード（鋤）も含まれている。日本でも弥生時代には金属鋤がみられるが、木製鋤のほうが出土例が多く、湿田の耕起には木製鋤で事足りたのではないかという指摘がある。
鉄の先金を先端に付けた鋤は、形状によって関東鋤、風呂鋤、江州鋤などに分類される。なお、これらとは別に踏み鋤と呼ばれるものもある。

## すき焼き
柄の取れた古い鋤を野外で鍋の代わりに使って鳥獣の肉や野菜を焼いたのが「すき焼き」の始まりとする説がある。　